# Carlos Rivas (acteur)
Pour les articles homonymes, voir Carlos Rivas.
Carlos Rivas (né le 16 septembre 1928 à El Paso, au Texas, et mort le 16 juin 2003 à Los Angeles, en Californie) est un acteur américain.

## Filmographie
- 1945 : La cabalgata del circo de Mario Soffici
- 1946 : Celos
- 1946 : El Pecado de Julia
- 1947 : La Cumparsita
- 1948 : Los Secretos del buzón
- 1952 : L'Heure de la vengeance (The Raiders)
- 1954 : Barrio Gris
- 1955 : Fury in Paradise
- 1955 : El Curandero
- 1955 : Amor en cuatro tiempos
- 1955 : La Vida tiene tres días
- 1955 : De carne somos
- 1956 : Comanche : Wounded Comanche
- 1956 : Le Roi et moi (The King and I) : Lun Tha
- 1956 : The Beast of Hollow Mountain : Felipe Sanchez
- 1957 : Trafic à La Havane (The Big Boodle) : Carlos 'Rubi' Rubin
- 1957 : The Deerslayer (en) de Kurt Neumann : Chingachgook
- 1957 : La Ciudad de los niños
- 1957 : Le Scorpion noir (The Black Scorpion) : Artur Ramos
- 1957 : Panama Sal : Manuel Ortego
- 1958 : Le Printemps de la vie (Livets vår) : Voice of Folke Sundqvist
- 1958 : ¿Adónde van nuestros hijos?
- 1958 : Machete : Carlos
- 1959 : Pueblo en armas
- 1959 : Sonatas : Juan Guzmán
- 1959 : Quand la terre brûle (The Miracle) : Carlitos
- 1960 : Le Vent de la plaine (The Unforgiven) : Lost Bird
- 1960 : El Crack
- 1960 : ¡Yo sabia demasiado!
- 1960 : The Dalton That Got Away : Grey Wolf
- 1960 : ¡Viva la soldadera!
- 1960 : Pepe : Cameo appearance
- 1961 : Mi guitarra y mi caballo
- 1962 : Los Viciosos
- 1962 : La Máscara roja
- 1963 : They Saved Hitler's Brain (TV) : Camino Padua / Teo Padua
- 1963 : Matar o morir
- 1963 : The Madmen of Mandoras : Camino Padua / Teo Padua
- 1964 : El Club del clan : Voice of Chico Novarro
- 1964 : Los evadidos : Locutor de TV
- 1966 : Duelo de pistoleros
- 1966 : Tarzan and the Valley of Gold : Romulo
- 1968 : The Chinese Room : Nicolás Vidal
- 1968 : Le Virginien (TV) saison 7 épisode 12 (Nora) : Nakona
- 1969 : Hang Your Hat on the Wind : Tall Bandit
- 1969 : Cent dollars pour un shérif (True Grit) : Dirty Bob
- 1969 : Les Géants de l'Ouest (The Undefeated) : Diaz
- 1969 : L'Étau (Topaz) : Hernandez
- 1973 : The Gatling Gun : Two-Knife
- 1975 : Doc Savage arrive (Doc Savage : The Man of Bronze) : Kulkan
- 1978 : Tarjeta verde
- 1990 : Discriminación maldita
- 1992 : Une mère, deux filles (Gas, Food Lodging) d'Allison Anders : Padre
- 1993 : Mi vida loca : Sad Girl's Dad
- 1998 : Laura y Zoe (série TV)
- 2000 : The Colonel's Last Flight : Colonel Sendero